# Josef Grunner
Josef Grunner (10 de junho de 1904 – 27 de novembro de 1984) foi um político alemão do Partido Social Democrata (SPD) e ex-membro do Bundestag alemão.

## Vida
Como membro do parlamento de Berlim, Grunner foi membro do Bundestag alemão de 11 de junho de 1957, quando sucedeu à falecida Louise Schroeder, até à sua renúncia em 21 de junho de 1957.

## Literatura
Herbst, Ludolf; Jahn, Bruno (2002).  Vierhaus, ed. Biographisches Handbuch der Mitglieder des Deutschen Bundestages. 1949–2002 (em alemão). München: De Gruyter - De Gruyter Saur. 1715 páginas. ISBN 978-3-11-184511-1